# Marie-Madeleine Guimard
Marie-Madeleine Guimard, född i Paris 27 december 1743, död 4 maj 1816, var en fransk ballerina, även känd som La Guimard. Hon var Paris mest berömda ballerina under Ludvig XVI:s regeringstid och dominerade den franska balettscenen i tjugofem års tid. Hon var även känd för sina förhållanden och för den enorma förmögenhet hon samlade ihop: hon lät uppföra palatset Hôtel Guimard i Paris 1773. Guimard var engagerad vid Comédie-Française från 1761 till 1789. 

## Biografi
Marie-Madeleine Guimard var utomäktenskaplig dotter till Fabien Guimart och Anne Bernard: hennes föräldrar legitimerade henne år 1765 då hon var 22 år gammal. Hon blev elev i baletten i Comédie-Française vid 15 års ålder 1758, anställdes vid Operan 1761 och gjorde sin debut 1762. Strax därpå uppträdde hon även vid hovet. 
Guimard hade en rad sexuella förbindelser med förmögna män för pengar: en av dem var prins Charles de Soubise, som gav henne en pension på 2000 livres. Hon köpte ett hus vid Pantin utanför Paris, där hon stod värd för ett berömt sällskapsliv. Hon lät bygga en teater där man privat uppförde pjäser som var förbjudna av censuren och höll tre middagsbjudningar i veckan: den första för personer ur hovet och adeln, den andra för författare och filosofer, och den tredje för prostituerade. Hon blev aldrig måltavla för satirikerna tack vare den välgörenhet hon bedrev parallellt med sitt nöjesliv: vintern 1768 bad hon att få sitt underhåll i mynt, och delade sedan ut det i börsar till den svältande allmänheten utanför portarna. År 1773 lät hon uppföra det praktfulla slottet Hôtel Guimard i Paris. År 1789 avslutade Guimard sin karriär vid baletten och gifte sig med sin kollega Jean-Étienne Despreaux (1748-1820).